# Viatge al centre de la Terra 2: L'illa misteriosa
Viatge al centre de la Terra 2: L'illa misteriosa (títol original en anglès: The Mysterious Island) és una pel·lícula estatunidenca en 3D d'acció i aventures estrenada el febrer de 2012 a nivell mundial, dirigida per Brad Peyton. Està basada en la novel·la homònima per Jules Verne, i és la seqüela de la pel·lícula de 2008 Viatge al centre de la Terra. Ha estat doblada al català.

## Argument
Tot comença quan Sean Anderson (Josh Hutcherson) de 17 anys, temps després del seu viatge al centre de la Terra, rep un senyal codificat d'auxili des d'una misteriosa illa en algun lloc prop de Palau on no hauria d'haver-hi una illa. El nou padrastre de Sean, Hank (Dwayne Johnson), l'ajuda a fer un mapa que van trobar ocults en tres fulls de tres llibres (l'illa misteriosa, l'illa del tresor i els viatges de Gulliver) que pel que sembla tots tres parlen de la mateixa illa i Hank decideix portar a Sean pensant que el missatge el va enviar el seu avi. En Palaos troben a Gabato (Luis Guzmán) un senyor amb un helicòpter amb el qual treballa juntament amb la seva filla Kailani (Vanessa Hudgens), Gabato els porta a canvi de tres mil dòlars, a l'estona veuen que envoltant l'illa hi ha un huracà devastador les quatre hores, els vents atrapen a l'helicòpter i fan que s'estavellin en cap altre lloc més que a l'illa.
En despertar tots comencen a buscar els objectes que es van salvar, després troben una cova que els porta a una jungla immensament bella i s'adonen que com deien a "Els viatges de Gulliver" els animals petits creixen i els grans s'encongeixen, cosa que explica les papallones de la mida d'àguiles i elefants de la mida d'una cabra nadó, a l'estona es troben (sense notar-ho) caminant sobre ous gegants de sargantana, Gabato cau dins d'un el que desperta a la gran mare la qual comença a perseguir-los, poc abans d'acabar dins del seu estómac uns troncs la deixen inconscient i s'adonen que era un parany per sargantanes creada per l'avi de Sean, Alexander Anderson qui els porta a casa a l'arbre on Kailani pregunta si poden utilitzar el radi (creat per Alexander) per demanar ajuda, Alexander els diu que només es pot parlar per ràdio cada dues setmanes perquè el satèl·lit no està en el lloc just tot el temps així que decideixen passar la nit allà.
L'endemà al matí Alexander els porta a un lloc fantàstic la ciutat perduda de l'Atlantida en aquest lloc Hank pregunta si no hauria d'estar sota l'aigua i Alexander els diu que l'illa té un cicle de 140 anys i passa la meitat d'aquest temps sota l'aigua pel fet que el llit oceànic es deforma per l'activitat volcànica i causa que l'illa sencera quedi sota l'aigua. Hank troba aigua salada per la zona i dedueix que només va poder haver arribat pel subsol i que l'illa està per enfonsar-se per més que els càlculs d'Alexander deien que s'enfonsaria en almenys 14 anys. Hank calcula que tenen tres dies màxim així que tracten de pensar que pot servir per sortir vius de l'illa i il·lesos de l'huracà, Sean es recorda del Nautilus el submarí del capità Nemo, que s'oculta a l'illa misteriosa, caminen fins a la tomba del capità Nemo no gaire lluny de l'Atlantida, Kailani entra per buscar la bitàcola on suposadament diu la ubicació del Nautilus, poc després que Kailani surt de la cova les plaques terrestres de l'illa comencen a separar-se esfondrant la caverna i fent que el volcà comenci a entrar en erupció. Descobreixen que el Nautilus està en el "cingle de Posidó" de l'altre costat de l'illa mentre el volcà d'or pur (que és el tresor del qual es parlava a "l'illa del tresor") comença a fer erupció a causa dels moviments de l'escorça terrestre.
Llavors el grup va en camí per trobar el Nautilus, després de recórrer molt camí Alexander troba unes abelles gegants i dona la idea de volar en elles per guanyar temps. Van Sean i Kailani en una, Gabato i Hank en una altra i Alexander en una altra. Però enmig del viatge són envaïts per 3 aus gegants que persegueixen a cada abella mentre es desviaven del camí. Hank, Gabato i Alexander fan que 2 aus s'estavellin entre si i els 3 es baixen de les abelles. Però Kailani i Sean segueixen sent correteados per una au i en un moviment brusc l'au xoca contra l'abella fent que Kailani caigui de l'abella i caigui al buit. Quan estava a punt d'estavellar contra el terra Sean l'atrapa, però no vol dir que l'au no els seguia perseguint, així que Sean deixo a Kailani amb els altres i va seguir volant en l'abella fins que l'au queda atrapada en una teranyina, però al moment menys pensat Sean cau i s'estavella contra el terra bruscament, dislocant el seu turmell dret. Els altres van a veure com està i decideixen buscar refugi perquè aquí era molt perillós. Gabato i Kailani es van a buscar menjar mentre que Hank, Sean i Alexander fan una foguera i tracten de posar al seu lloc la cama de Sean. Gabato i Kailani parlen sobre la seva universitat, Kailani li diu que, com que tenen pocs diners, ella no pot anar a la universitat i es quedarà ajudant al seu pare a la feina, però Gabato li diu que aconseguirà els diners necessaris i li promet que sí que anirà a la universitat.
L'endemà al matí Sean es desperta i veu que l'aigua va arribar més ràpidament del que esperaven, Hank es desperta i dedueix que la liqüefacció del sòl es va triplicar durant la nit, així que l'illa no s'enfonsarà en tres dies, sinó que només en un parell d'hores. Llavors decideixen seguir de pressa, però Kailani s'adona d'alguna cosa, el seu pare va desaparèixer. Llavors dedueix que com en la nit anterior li va prometre que guanyaria plata per la seva Universitat, en la nit s'havia escapat per anar a la muntanya d'or. Llavors els va dir als altres que anava a anar a buscar el seu pare, que ells vagin al Nautilus i que es trobarien aquí, i que si no arriben a temps se'n vagin sense ells, però Sean es nega i s'ofereix per anar amb ella, però Alexander diu que no, ja que Sean segueix amb un esquinç, així que Alexander va amb Kailani a buscar Gabato mentre que Hank i Sean van pel Naitilus. Hank i Sean arriben al cingle de Posidó i com que no troben el submarí Hank comença a creure que el nivell del mar va augmentar 30 metres en 24 hores. Llavors el Nautilus ha d'estar sota l'aigua, decideixen fer vestits de busseig amb coses que es van salvar de l'huracà i només unes bosses eren els seus tancs d'oxigen així que tenien 2 oportunitats per respirar. Llavors es llancen fins a trobar el Nautilus, però no poden obrir la comporta perquè està massa dura, amb òxid de 140 anys i una família d'anemones. Llavors s'adonen que hi ha 2 anguiles elèctriques gegants al seu voltant. Desesperats aconsegueixen obrir la porta i entren. Però hi ha un problema, El motor no arrenca perquè no hi ha electricitat, ja que les bateries tenen més de 140 anys. Llavors recorden que hi ha dues anguiles elèctriques, en altres paraules generadores d'electricitat, llavors Hank en una missió arriscada surt del Nautilus amb una llança connectada a un cable elèctric i aconsegueix fer que l'anguila mossegui la llança donant-li electricitat al Nautilus.
Mentrestant Kailanni i Alexander aconsegueixen trobar a Gabato intentant arrossegar una pedra de més d'1 metre feta d'or pur, Gabato es nega a anar amb ells fins a donar-li a Kailani la fortuna que es mereix, Kailani li diu que tindran tota la fortuna del món si es mantenen units l'un a l'altre, llavors Gabato accedeix a anar amb ells, però era massa tard. El volcà va entrar en erupció i el llit oceànic comença a enfonsar l'illa, en arribar a la platja la costa es va desprendre mentre les onades van inundar l'Atlantida. La platja es va fer miques, Alexander els va recomanar a dir adeu i cauen a l'aigua. En veure que no arriba el Nautilus i que hi ha anguiles elèctriques van tancar els ulls, es van prendre de les mans i van acceptar per tal, però un segon abans de l'hora final Sean i Hank els rescaten amb el submarí, encara que no se'n van salvar encara, queien un munt de pedres i parts del llit marí i l'escorça terrestre. Que per sort (i per un torpede que van llançar) van poder esquivar les roques. Kailani es besa amb Sean i es tornen nuvis ...
Sis mesos després es revela que Kailani va a la universitat amb Sean i que Gabato es fa cada vegada més ric donant expedicions a alta mar amb l'"espectacular i únic submarí Nautilus". Llavors es veu a Kailani entrant a la casa de Sean on es troben Sean, Hank i la mare de Sean, ja que era el seu aniversari. Llavors arriba Alexander i com a regal li dona el llibre "De la Terra a la Lluna" I els diu que vol anar a la lluna amb tots ells, com un viatge familiar, confirmant que hi haurà una tercera part. L'última escena es mostra com la càmera s'allunya de la casa creuant l'atmosfera, els satèl·lits i asteroides fins a acabar amb un pla complet de la Lluna i la Terra.

## Repartiment
| Intèrpret       | Personatge         | Veu en català    |
| --------------- | ------------------ | ---------------- |
| Dwayne Johnson  | Hank               | Toni Mora        |
| Josh Hutcherson | Sean Anderson      | Ivan Labanda     |
| Michael Caine   | Alexander Anderson | Arseni Corsellas |
| Vanessa Hudgens | Kalani             | Roser Aldabó     |
| Luis Guzmán     | Gabato             | Domènec Farell   |
| Kristin Davis   | Liz Anderson       | Carme Alarcón    |

## Recepció
Viatge al centre de la Terra 2 ha rebut crítiques mixtes de part de la crítica i de l'audiència. Al portal d'internet Rotten Tomatoes, la pel·lícula posseeix una aprovació del 42%, basada en 125 ressenyes i amb una mitjana de 4,9 sobre 10 per part de la crítica, mentre que de part de l'audiència té una aprovació de 59%. La pàgina Metacritic li ha donat a la pel·lícula una puntuació de 41 de 100, basada en 27 crítiques, indicant "ressenyes mixtes". Les audiències de Cinemascore li han donat una puntuació de "A-" en una escala d'A + a F, mentre que en el lloc IMDB els usuaris li han donat una puntuació de 5,8 sobre 10, sobre la base de més de 65.000 vots.

## Seqüela
El 2015, Warner Bros i New Line Cinema confirmar que l'estudi va començar a treballar en dues seqüeles, amb la direcció al càrrec de Brad Peyton i en el repartiment principal per ara confirmat Dwayne Johnson. No obstant això, el gener de 2018, Dwayne Johnson declaro que encara que es pretenia una tercera pel·lícula de Journey, titulada Viatge de la Terra a la Lluna, el seu desenvolupament havia estat cancel·lat a causa de la falta d'interès i problemes per adaptar la novel·la.